# Сидельников, Александр Николаевич
Алекса́ндр Никола́евич Сиде́льников (12 августа 1950, Солнечногорск, Московская область — 23 июня 2003, Холмогоры, Архангельская область) — советский хоккейный вратарь, олимпийский чемпион, чемпион мира и Европы, заслуженный мастер спорта СССР (1976).

## Биография

### Начало карьеры
Начинал играть полевым игроком в возрасте 12 лет в 1962 году в детской команду одного из московских заводов, первый тренер Альфред Иосифович Кучевский. Летом 1967 года был приглашён на предсезонный сбор в команду мастеров «Крылья советов», где второй тренер Альфред Кучевский поставил Сидельникова в ворота.
Был вторым вратарём при Анатолии Рагулине, Полупанове, Прохорове. Стал первым номером после прихода Хасьянова в 1969 году.
Играл неровно — при блестящей реакции сказывалось отсутствие вратарской школы. Начал восполнять пробелы с приходом в команду Бориса Кулагина.
В 1973 году с «Крыльями Советов» выиграл бронзовые медали чемпионата СССР. В следующем сезоне команда стала чемпионом, а Сидельников был признан самым надёжным вратарем чемпионата.
Окончил Государственный центральный институт физкультуры, Высшую школу тренеров.
По окончании хоккейной карьеры тренировал детей в ХК «Крылья Советов» в Москве. Затем работал в ХК МГУ, где сначала был тренером, потом начальником команды.
Умер 23 июня 2003 года от острой сердечной недостаточности в селе Холмогоры Архангельской области. Похоронен на Троекуровском кладбище в Москве.

## Достижения
- Чемпион зимних Олимпийских игр 1976 года
- Чемпион мира и Европы 1973, 1974 годов. Серебряный призёр чемпионата мира 1976 года. Бронзовый приизер чемпионата мира и Европы 1977. Бронзовый призер чемпионата Европы 1976. На чемпионатах мира и зимних Олимпийских играх провёл 13 матчей.
- Обладатель Кубка европейских чемпионов 1977 года.
- Чемпион СССР 1974 г., второй (1975 г.) и третий (1973, 1978 гг.) призёр чемпионатов СССР. В чемпионатах СССР сыграл 426 матчей.
- Обладатель Кубка СССР 1974 года.